# ニフティービデオ共有
@nifty ビデオ共有（アットニフティー ビデオきょうゆう）はかつてニフティが運営していたYouTube型の動画共有サービス。動画アップロード時にねこがお手玉をしている。ねこの名前はまだない。2011年6月30日をもってサービス終了した。

## 概要
2007年4月17日に「@niftyビデオ共有」としてサービスを開始した。キャッチフレーズは「ねこでも簡単」である。
投稿された動画は、Flash形式に変換される。変換後の動画は、YouTubeよりもビットレートが高く、画質が良い。投稿された動画に対して、ブログ投稿、マイクリップ登録、評価・コメント、ブログパーツ設定などの機能を利用できる。また、オンラインで動画編集機能がある。動画投稿、動画編集、マイクリップ登録には接続会員、もしくは無料で登録可能な「@nifty会員」のIDが必要となるが、動画閲覧、ブログ投稿、評価・コメント機能のみの場合はそれらは必要ない。
動画投稿者の設定次第でクリエイティブ・コモンズライセンスによる改変なども可能とし、また携帯電話でも利用できる準備も行っていた。

### サービス停止
2011年4月20日、サービスの停止が公式サイト上、および登録ユーザーにはメール配信の形式でアナウンスされた。それによると、終了日時は2011年6月30日（木）14:00。これを境に、動画のダウンロードも、ブログ等に貼り付けた動画の閲覧も一切できなくなった。

## 動画アップロードの制限
- 12分未満（12分以上のものは11分59秒でカットされる）
- 100MB以下（100MB以上のビデオの投稿はエラーとなる）
- ユーザによる投稿本数の制限はない

## 投稿が可能な拡張子
3gp, 3g2, avi, mov, mpeg, mpg, mp4, m4v, wmv, flv

## 動画編集
オンライン編集機能では、投稿者が撮影・制作した動画やクリエイティブコモンズ（CC）ライセンスで改変許可が記されている動画を編集できる。ドラッグ＆ドロップ操作で、「カット編集機能」や「テキスト挿入機能」、漫画風のフキダシなどを付加する「デコレーション機能」を利用できる。 
- カット編集機能
- マッシュアップ機能
- 音楽挿入機能
- テキスト挿入機能
- デコレーション機能
- スライドショー作成機能

## 動画サムネイル編集
投稿した動画のサムネイル（デフォルトではタイムラインの中心のカットとなる）をタイムライン内の好みのカットに変更することができる。また、同機能を利用することで動画中の任意のカットをJPEG形式で切り出しダウンロードすることが可能である。

## ブログパーツ
投稿された動画を再生可能な再生カウンター付きのミニプレーヤが提供されている。
おすすめ動画リストのブログパーツは誰でも利用可能だが、ログインすることで再生リスト（投稿ビデオ、マイクリップ、新着、おすすめ、おすすめタグ）やスキン（花、付箋、毛、炎、芝生、ノーマル）や色のカスタマイズを行うことができる。

## 携帯対応
PCや携帯でアップロードした動画は3gp形式にエンコードされ、携帯でダウンロード再生が可能。
DoCoMo、au、Softbankの各キャリアの携帯端末に対応している。

## ポッドキャスト
ポッドキャストで利用するためにMPEG-4形式への変換ができる。MPEG-4形式へ変換する場合は「クリエイティブ・コモンズ・ライセンス」を付与でき、投稿時に動画の改変や複製をどのような条件で認めるかなどを選択する。

## ブログ投稿
JavaScriptを利用できるブログサービスでは、埋め込みタグを用いて貼り付けることができる。
また、以下のブログサービスに対しては埋め込みタグを扱うことなく、ブログの記事として投稿できる。
- ココログ
- ココログフリー
- TypePad
- Livedoor Blog
- So-net blog
- FC2ブログ
- Seesaaブログ
- ヤプログ
- ドリコムブログ

この機能を用いて投稿されたブログの記事はみんなのビデオブログに掲載される。

## 公開API
@niftyウェブサービスで開発者向けにビデオ情報（XML 形式、JSON 形式)のAPIのほか、開発者以外のユーザーでも手軽に利用できる JavaScript コードを提供。これらの機能を使うことで、個人ホームページや Blog などに動画投稿機能を付加できる。

## 連携している同社のサービス
- NeoM Republic
- バイクライフ
- Travel@nifty
- ニフニフ動画
- ビジネススペースSNS
- Car@nifty
- デイリーポータルZ